# IC 4638
IC 4638 — галактика типу SBc () у сузір'ї Геркулес.
Цей об'єкт міститься в оригінальній редакції індексного каталогу.